# Línea 485 (Interurbanos Madrid)
La línea 485 de la red de autobuses interurbanos de Madrid comunica el área intermodal de Aluche con Leganés. 

## Características
Esta línea une Madrid con el municipio de Leganés en aproximadamente 35 min. Dispone de varios servicios especiales que unen el Centro Comercial Parquesur, la Ciudad del Automóvil y el Cementerio entre sí. 
Antiguamente tenía su cabecera en Madrid en el área intermodal de Oporto. 
Está operada por la empresa Martín mediante la concesión administrativa VCM-404 - Madrid – Leganés – Fuenlabrada (Viajeros Comunidad de Madrid) del Consorcio Regional de Transportes de Madrid.

### Frecuencias
| Lunes a viernes laborables (Vigente de 1 de septiembre a 30 de junio) |
| De 7:00 a 21:00 cada 20 minutos                                       |
| De 21:00 a 23:30 cada 30 minutos                                      |
| Lunes a viernes laborables (Vigente julio)                            |
| De 6:55 a 9:29 cada 22 minutos                                        |
| De 9:58 a 19:34 cada 24 minutos                                       |
| De 20:00 a 23:30 cada 30-40 minutos                                   |
| Lunes a viernes laborables (Vigente agosto)                           |
| De 6:50 a 23:30 cada 25-34 minutos                                    |
| Sábados laborables (Vigente de 1 de septiembre a 30 de junio)         |
| A 6:40 - 7:17 - 7:44 - 8:11 - 8:38 - 9:05 - 9:32                      |
| De 10:04 a 23:39 cada 27 minutos                                      |
| Sábados laborables (Vigente de 1 de julio a 31 de agosto)             |
| De 6:40 a 23:30 cada 27-37 minutos                                    |
| Domingos y festivos (Vigente de 1 de septiembre a 30 de junio)        |
| De 8:15 a 15:45 cada 35-45 minutos                                    |
| De 16:30 a 23:30 cada 30 minutos                                      |
| Domingos y festivos (Vigente de 1 de julio a 31 de agosto)            |
| De 8:15 a 15:15 cada 52-53 minutos                                    |
| De 16:03 a 22:22 cada 34-35 minutos                                   |
| A 22:57 - 23:30                                                       |
| Servicios Especiales: Parquesur - Cdad. del Automóvil - Cementerio    |
| Lunes a viernes laborables (Vigente todo el año)                      |
| 7:30 - 8:30 - 12:30 - 15:30 - 16:30 - 17:30                           |
| Sábados laborables, domingos y festivos (Vigente todo el año)         |
| 10:30 - 11:30 - 12:30 - 13:30                                         |

| Lunes a viernes laborables (Vigente de 1 de septiembre a 30 de junio) |
| De 6:00 a 20:00 cada 20 minutos                                       |
| De 20:00 a 22:30 cada 30 minutos                                      |
| Lunes a viernes laborables (Vigente julio)                            |
| De 6:00 a 8:34 cada 22 minutos                                        |
| De 8:58 a 18:34 cada 24 minutos                                       |
| De 19:00 a 22:40 cada 30-40 minutos                                   |
| Lunes a viernes laborables (Vigente agosto)                           |
| De 6:00 a 22:40 cada 25-34 minutos                                    |
| Sábados laborables (Vigente de 1 de septiembre a 30 de junio)         |
| De 6:00 a 22:39 cada 27 minutos                                       |
| Sábados laborables (Vigente de 1 de julio a 31 de agosto)             |
| De 6:00 a 22:30 cada 27-37 minutos                                    |
| Domingos y festivos (Vigente de 1 de septiembre a 30 de junio)        |
| De 7:30 a 22:35 cada 30-45 minutos                                    |
| Domingos y festivos (Vigente de 1 de julio a 31 de agosto)            |
| De 7:30 a 15:13 cada 49-52 minutos                                    |
| De 15:43 a 22:40 cada 32-38 minutos                                   |
| Servicios Especiales: Cementerio - Cdad. del Automóvil - Parquesur    |
| Lunes a viernes laborables (Vigente todo el año)                      |
| 7:52 - 8:52 - 12:52 - 15:52 - 16:52 - 17:52                           |
| Sábados laborables, domingos y festivos (Vigente todo el año)         |
| 10:52 - 11:52 - 12:52 - 13:52                                         |

## Recorrido y paradas

### Sentido Leganés (Norte - Montepinos)
| Código | Parada                                       | Común con                                     | Conexiones con Metro y Cercanías | Municipio | Zona |
| ------ | -------------------------------------------- | --------------------------------------------- | -------------------------------- | --------- | ---- |
| 8380   | Intercambiador de Aluche                     | 482 483 487 491 492 493 561 561A 561B 563 591 | Aluche                           | Madrid    |      |
| 660    | Avenida de los Poblados-Comisaría            | 121 131 139 482 491 492 493                   |                                  | Madrid    |      |
| 662    | Polideportivo Las Cruces                     | 121 131 139 482 491 492 493                   |                                  | Madrid    |      |
| 2463   | Avenida de los Poblados-Eugenia Montijo      | 47 121 131                                    |                                  | Madrid    |      |
| 3186   | Avenida de los Poblados-Secoya               | 121 131                                       |                                  | Madrid    |      |
| 3185   | Metro San Francisco                          | 121 131 155                                   | San Francisco                    | Madrid    |      |
| 3183   | Avenida de los Poblados-Abrantes             | 121 131 155 484                               |                                  | Madrid    |      |
| 07617  | Vía Lusitana - Cementerio Sur                | 480 484                                       |                                  | Madrid    |      |
| 21251  | Ctra. M425 - Av. de la Innovación            | 484                                           |                                  | Leganés   |      |
| 08205  | Ctra. M421 - C.C. Plaza Nueva                | 480 481 482 484 491 492 493                   |                                  | Leganés   |      |
| 11906  | Av. María Moliner - Residencia               | 480                                           |                                  | Leganés   |      |
| 11907  | Av. María Moliner - Pza. del Laberinto       | 480                                           |                                  | Leganés   |      |
| 11908  | Av. María Moliner - Flora Tristán            | 480                                           |                                  | Leganés   |      |
| 12829  | Av. Reina Sofía - Gabriela Mistral           | 480 1                                         |                                  | Leganés   |      |
| 09073  | Av. Europa - Est. Zarzaquemada               | 481 488 497                                   | Zarzaquemada                     | Leganés   |      |
| 12823  | Av. Gran Bretaña - Instituto                 |                                               |                                  | Leganés   |      |
| 09516  | Av. Gran Bretaña - C.C. Parquesur            | 481 1                                         |                                  | Leganés   |      |
| 09076  | Av. Rey Juan Carlos I - Est. El Carrascal    | 481 488                                       | El Carrascal                     | Leganés   |      |
| 11918  | Av. Rey Juan Carlos I - Est. El Carrascal    |                                               | El Carrascal                     | Leganés   |      |
| 07983  | Av. Rey Juan Carlos I - Av. Francia          | 1                                             |                                  | Leganés   |      |
| 07549  | Av. Rey Juan Carlos I - Av. Europa           | 1                                             |                                  | Leganés   |      |
| 07544  | Av. Rey Juan Carlos I - Est. Julián Besteiro | 432                                           | Julián Besteiro                  | Leganés   |      |
| 07923  | Av. Rey Juan Carlos I - Monegros             | 432 483 488 497 1                             |                                  | Leganés   |      |
| 07902  | Av. Fuenlabrada - Batalla de Brunete         | 432 482 491 492 493 497                       |                                  | Leganés   |      |
| 07900  | Av. Fuenlabrada - Trva. del Cid              | 432 482 491 492 493 497                       |                                  | Leganés   |      |
| 07905  | Av. Universidad - Universidad                | 432 450 480 482                               |                                  | Leganés   |      |
| 07907  | Av. Universidad - Santa Rosa                 | 432 480 486                                   |                                  | Leganés   |      |
| 07871  | Santa Rosa - Charco                          | 480 486                                       |                                  | Leganés   |      |
| 07879  | Santa Teresa - Estación                      | 432 486                                       | Leganés Central                  | Leganés   |      |
| 07875  | Pizarro - Parque San Cristóbal               | 484 486                                       |                                  | Leganés   |      |
| 07867  | Av. Fuenlabrada - Juan Sebastián Elcano      | 486 491 492 493 497                           |                                  | Leganés   |      |
| 07865  | Av. Orellana - Hospital Severo Ochoa         | 486                                           | Hospital Severo Ochoa            | Leganés   |      |
| 07869  | Av. Orellana - Pza. de la Inmaculada         | 486                                           |                                  | Leganés   |      |
| 07914  | Av. Los Pinos - Centro de Salud y Gerencia   | 432                                           |                                  | Leganés   |      |

### Sentido Madrid (Aluche)
| Código | Parada                                       | Común con                                     | Conexiones con Metro y Cercanías | Municipio | Zona |
| ------ | -------------------------------------------- | --------------------------------------------- | -------------------------------- | --------- | ---- |
| 07914  | Av. Los Pinos - Centro de Salud y Gerencia   | 432                                           |                                  | Leganés   |      |
| 07870  | Av. Orellana - Pza. de la Inmaculada         | 486                                           |                                  | Leganés   |      |
| 07866  | Av. Orellana - Hospital Severo Ochoa         | 486                                           | Hospital Severo Ochoa            | Leganés   |      |
| 07868  | Av. Fuenlabrada - Saavedro Fajardo           | 486 491 492 493 497                           |                                  | Leganés   |      |
| 07874  | Pizarro - Parque San Cristóbal               | 484 486                                       |                                  | Leganés   |      |
| 07878  | Santa Teresa - Estación                      | 432 480 484 486                               | Leganés Central                  | Leganés   |      |
| 07908  | Av. Universidad - Santa Rosa                 | 432 480 486                                   |                                  | Leganés   |      |
| 07904  | Av. Universidad - Policía Nacional           | 432 450 480 482                               |                                  | Leganés   |      |
| 07901  | Av. Fuenlabrada - Constitución               | 482 491 492 493 497                           |                                  | Leganés   |      |
| 07916  | Av. Fuenlabrada - Av. Rey Juan Carlos I      | 482 491 492 493 497                           |                                  | Leganés   |      |
| 07924  | Av. Rey Juan Carlos I - La Rioja             | 432 483 488 497 1                             |                                  | Leganés   |      |
| 07543  | Av. Rey Juan Carlos I - Est. Julián Besteiro | 432                                           | Julián Besteiro                  | Leganés   |      |
| 07548  | Av. Rey Juan Carlos I - Av. Europa           | 1                                             |                                  | Leganés   |      |
| 07984  | Av. Rey Juan Carlos I - Av. Francia          | 1                                             |                                  | Leganés   |      |
| 11919  | Av. Rey Juan Carlos I - Est. El Carrascal    |                                               | El Carrascal                     | Leganés   |      |
| 09077  | C.C. Parquesur - Est. El Carrascal           | 432 481 488 497 1                             | El Carrascal                     | Leganés   |      |
| 09079  | Av. Gran Bretaña - C.C. Parquesur            | 481 497 1                                     |                                  | Leganés   |      |
| 12824  | Av. Gran Bretaña - Instituto                 |                                               |                                  | Leganés   |      |
| 12826  | Roncal - Est. Zarzaquemada                   | 480                                           | Zarzaquemada                     | Leganés   |      |
| 12827  | Clara Janés - Centro Comercial               | 480                                           |                                  | Leganés   |      |
| 12828  | Av. Reina Sofía - Gabriela Mistral           | 480 1                                         |                                  | Leganés   |      |
| 11910  | Irene Fernández - Av. María Moliner          | 480                                           |                                  | Leganés   |      |
| 11912  | Av. Carmen Martín Gaite - Pza. Música        | 480                                           |                                  | Leganés   |      |
| 11911  | Av. Carmen Martín Gaite - Centro de Salud    | 480                                           |                                  | Leganés   |      |
| 11913  | Av. Carmen Martín Gaite - Teresa Claramunt   | 480                                           |                                  | Leganés   |      |
| 11905  | Av. María Guerrero - Av. María Moliner       | 480                                           |                                  | Leganés   |      |
| 08206  | Ctra. M421 - C.C. Plaza Nueva                | 480 481 482 484 491 492 493                   |                                  | Leganés   |      |
| 21250  | Ctra. M425 - Av. de la Innovación            | 484                                           |                                  | Leganés   |      |
| 07616  | Vía Lusitana - Cementerio Sur                | 480 484                                       |                                  | Madrid    |      |
| 3182   | Avenida de los Poblados-Abrantes             | 121 131 155 484                               |                                  | Madrid    |      |
| 3184   | Metro San Francisco                          | 121 131 155                                   | San Francisco                    | Madrid    |      |
| 2453   | Avenida de los Poblados-Secoya               | 47 118 121 131 155                            |                                  | Madrid    |      |
| 667    | Plaza del Parterre                           | 121 131 139 482 491 492 493                   |                                  | Madrid    |      |
| 663    | Polideportivo Las Cruces                     | 121 131 139 482 491 492 493                   |                                  | Madrid    |      |
| 661    | Avenida de los Poblados-Comisaría            | 121 131 139 482 491 492 493                   |                                  | Madrid    |      |
| 8380   | Intercambiador de Aluche                     | 482 483 487 491 492 493 561 561A 561B 563 591 | Aluche                           | Madrid    |      |

### Servicios Parquesur - Ciudad del Automóvil - Cementerio
| Código | Parada                                       | Común con               | Conexiones con Metro y Cercanías | Municipio | Zona |
| ------ | -------------------------------------------- | ----------------------- | -------------------------------- | --------- | ---- |
| 16090  | C.C. Parquesur - Est. El Carrascal           | 432 488 1               | El Carrascal                     | Leganés   |      |
| 09076  | Av. Rey Juan Carlos I - Est. El Carrascal    | 432 481 488             | El Carrascal                     | Leganés   |      |
| 11918  | Av. Rey Juan Carlos I - Est. El Carrascal    |                         | El Carrascal                     | Leganés   |      |
| 07983  | Av. Rey Juan Carlos I - Av. Francia          | 1                       |                                  | Leganés   |      |
| 07549  | Av. Rey Juan Carlos I - Av. Europa           | 1                       |                                  | Leganés   |      |
| 07544  | Av. Rey Juan Carlos I - Est. Julián Besteiro | 432                     | Julián Besteiro                  | Leganés   |      |
| 07923  | Av. Rey Juan Carlos I - Monegros             | 432 483 488 497 1       |                                  | Leganés   |      |
| 07902  | Av. Fuenlabrada - Batalla de Brunete         | 432 482 491 492 493 497 |                                  | Leganés   |      |
| 07900  | Av. Fuenlabrada - Trva. del Cid              | 432 482 491 492 493 497 |                                  | Leganés   |      |
| 07905  | Av. Universidad - Universidad                | 432 450 480 482         |                                  | Leganés   |      |
| 07907  | Av. Universidad - Santa Rosa                 | 432 480 486             |                                  | Leganés   |      |
| 07871  | Santa Rosa - Charco                          | 480 486                 |                                  | Leganés   |      |
| 07879  | Santa Teresa - Estación                      | 432 486                 | Leganés Central                  | Leganés   |      |
| 07875  | Pizarro - Parque San Cristóbal               | 484 486                 |                                  | Leganés   |      |
| 07867  | Av. Fuenlabrada - Juan Sebastián Elcano      | 486 491 492 493 497     |                                  | Leganés   |      |
| 15334  | Av. Fuenlabrada - Hospital Severo Ochoa      | 468 481 491 492 493 497 | Hospital Severo Ochoa            | Leganés   |      |
| 07862  | Ctra. M409 - Los Frailes                     | 468 491 492 493 497     |                                  | Leganés   |      |
| 11914  | Bastidor - Ciudad del Automóvil              |                         |                                  | Leganés   |      |
| 13034  | C.º Acedinos - Cementerio                    |                         |                                  | Leganés   |      |

### Servicios Cementerio - Ciudad del Automóvil - Parquesur
| Código | Parada                                       | Común con           | Conexiones con Metro y Cercanías | Municipio | Zona |
| ------ | -------------------------------------------- | ------------------- | -------------------------------- | --------- | ---- |
| 13034  | C.º Acedinos - Cementerio                    |                     |                                  | Leganés   |      |
| 15364  | Bastidor - Ciudad del Automóvil              |                     |                                  | Leganés   |      |
| 11916  | Carlos Sáinz - Ciudad del Automóvil          |                     |                                  | Leganés   |      |
| 11917  | Carlos Sáinz - Palier                        |                     |                                  | Leganés   |      |
| 07863  | Ctra. M409 - Los Frailes                     | 468 491 492 493 497 |                                  | Leganés   |      |
| 20407  | Av. Fuenlabrada - Hospital Severo Ochoa      | 468 491 492 493 497 | Hospital Severo Ochoa            | Leganés   |      |
| 07868  | Av. Fuenlabrada - Saavedra Fajardo           | 486 491 492 493 497 |                                  | Leganés   |      |
| 07874  | Pizarro - Parque San Cristóbal               | 484 486             |                                  | Leganés   |      |
| 07878  | Santa Teresa - Estación                      | 432 480 484 486     | Leganés Central                  | Leganés   |      |
| 07908  | Av. Universidad - Santa Rosa                 | 432 480 486         |                                  | Leganés   |      |
| 07904  | Av. Universidad - Policía Nacional           | 432 450 480 482     |                                  | Leganés   |      |
| 07901  | Av. Fuenlabrada - Constitución               | 482 491 492 493 497 |                                  | Leganés   |      |
| 07916  | Av. Fuenlabrada - Av. Rey Juan Carlos I      | 482 491 492 493 497 |                                  | Leganés   |      |
| 07924  | Av. Rey Juan Carlos I - La Rioja             | 432 483 488 497 1   |                                  | Leganés   |      |
| 07543  | Av. Rey Juan Carlos I - Est. Julián Besteiro | 432                 | Julián Besteiro                  | Leganés   |      |
| 07548  | Av. Rey Juan Carlos I - Av. Europa           | 1                   |                                  | Leganés   |      |
| 07984  | Av. Rey Juan Carlos I - Av. Francia          | 1                   |                                  | Leganés   |      |
| 11919  | Av. Rey Juan Carlos I - Est. El Carrascal    |                     | El Carrascal                     | Leganés   |      |
| 09077  | C.C. Parquesur - Est. El Carrascal           | 432 481 488 497 1   | El Carrascal                     | Leganés   |      |
| 16090  | C.C. Parquesur - Est. El Carrascal           | 432 488 1           | El Carrascal                     | Leganés   |      |